# Mont Agel
Mont Agel je hora v Přímořských Alpách, rozkládající se na francouzsko-monackých hranicích. Vrchol hory se nachází ve výšce 1148 m na území Francie, necelé 3 km od hranic.

## Nejvyšší bod Monaka
Na strmém jižním svahu, zvedajícím se nad Středozemním mořem, se nachází nejvyšší bod Monaka. Ten leží ve výšce 161 m na cestě Chemin des Révoires, která vede od monacké botanické zahrady (Jardin Exotique) směrem ke kopci Tête de Chien (550 m), který již také leží na území Francie. Nejvyšší bod je v místě křížení této cesty se silnicí Route de la Moyenne Corniche.

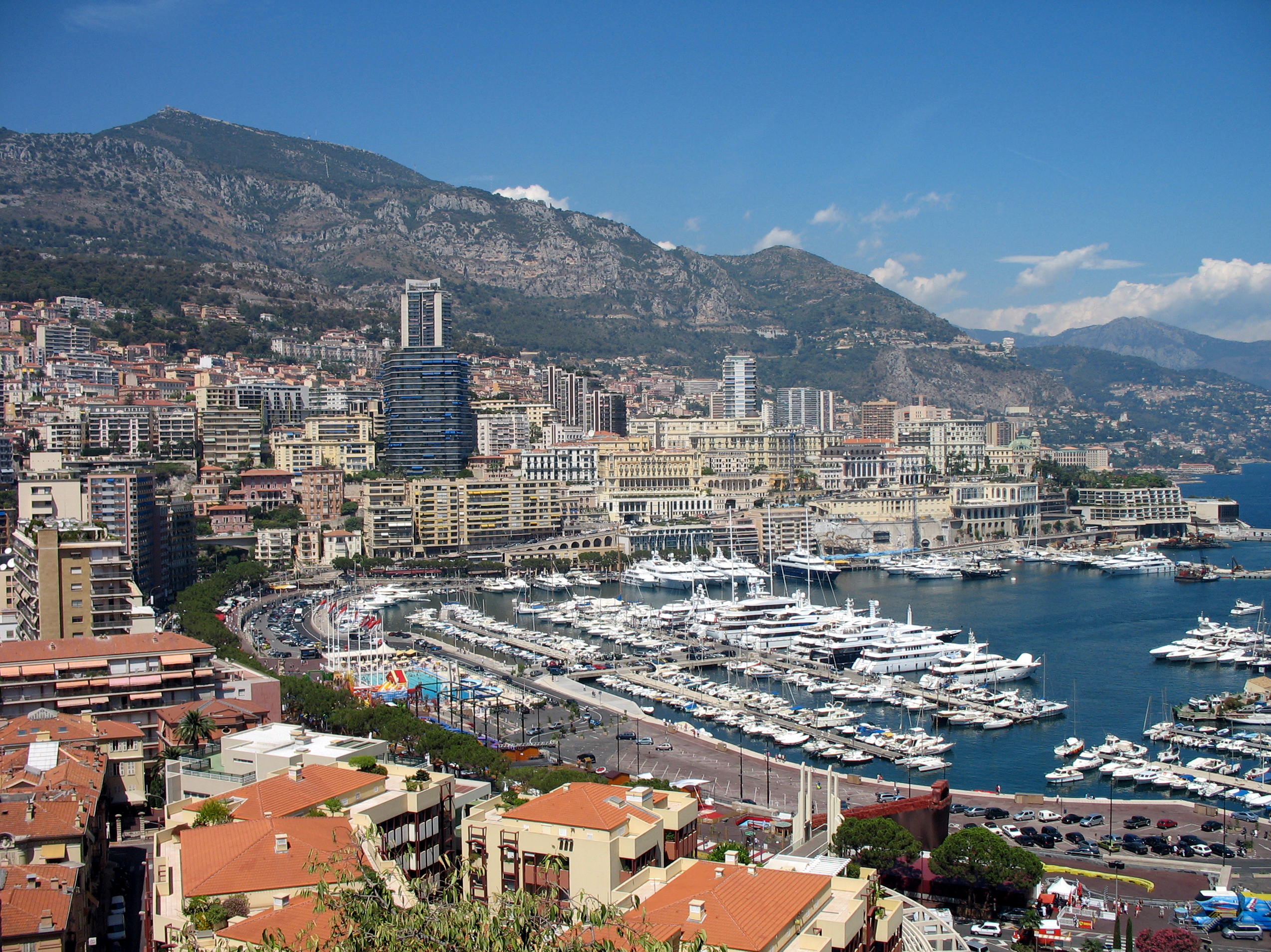
Pohled na Monako, v pozadí Mont Agel